# Mateusz Lewandowski (labdarúgó, 1999)
Mateusz Lewandowski (Poznań, 1999. március 4. –) lengyel labdarúgó, a Wisła Płock csatárja.

## Pályafutása
Lewandowski a lengyelországi Poznań városában született. Az ifjúsági pályafutását a helyi Warta Poznań csapatában kezdte, majd a német Energie Cottbus és Freiburg akadémiájánál folytatta.
2018-ban mutatkozott be a BFC Dynamo felnőtt csapatában. 2020-ban a lengyel első osztályban szereplő Wisła Płock szerződtette. Először a 2020. november 27-ei, Cracovia ellen 1–0-ra elvesztett mérkőzésen lépett pályára. Első gólját 2020. december 18-án, a Podbeskidzie ellen hazai pályán 4–1-re megnyert találkozón szerezte meg. A 2021–22-es szezonban a Korona Kielce és a Wigry Suwałki csapatát erősítette kölcsönben.

## Statisztikák
2023. május 7. szerint
| Klub                       | Szezon   | Osztály     | Bajnokság | Bajnokság | Kupa és Ligakupa | Kupa és Ligakupa | Nemzetközi | Nemzetközi | Összesen | Összesen |
| Klub                       | Szezon   | Osztály     | Meccs     | Gól       | Meccs            | Gól              | Meccs      | Gól        | Meccs    | Gól      |
| -------------------------- | -------- | ----------- | --------- | --------- | ---------------- | ---------------- | ---------- | ---------- | -------- | -------- |
| Wisła Płock                | 2020–21  | Ekstraklasa | 16        | 1         | 1                | 1                | —          | —          | 17       | 2        |
| Wisła Płock                | 2022–23  | Ekstraklasa | 16        | 2         | 1                | 0                | —          | —          | 17       | 2        |
| Wisła Płock                | Összesen | Összesen    | 32        | 3         | 2                | 1                | 0          | 0          | 34       | 4        |
| Korona Kielce (kölcsönben) | 2021–22  | I Liga      | 14        | 0         | 2                | 1                | —          | —          | 16       | 1        |
| Wigry Suwałki (kölcsönben) | 2021–22  | II Liga     | 13        | 9         | 0                | 0                | —          | —          | 13       | 9        |
| Összesen                   | Összesen | Összesen    | 59        | 12        | 4                | 2                | 0          | 0          | 63       | 14       |